# Аурора Демидова
Аурора Павловна Демидова (Кијев, 2. новембар 1873 — Торино, 28. јун 1904) била је руска племкиња из породице Демидов. Била је ћерка Павела Павловича Демидова, другог кнеза од Сан Доната и његове друге жене, принцезе Елене Петровне Трубецкаје - њен отац је био син шведско-финске филантропкиње Ауроре Каразмине, дворске даме руске царице Александре Фјодоровне и њеног руског мужа Павела Николајевича Демидова.
Аурора се удала за Арсена Карађорђевића, српског кнеза, у Санкт Петербургу 1. маја 1892. године. Заједно имају сина Павла, кнеза Југославије који је касније постао регент Југославије. Развели су се 1896. године, а она се преудала за грофа Николу ди Ногера 4. новембра 1897. са којим је имала једну ћерку, Хелену Аурору ди Ногеру (22. мај 1898 - 12. октобар 1967).